# أنطون جوكوف
أنطون جوكوف (بالروسية: Жуков, Антон Евгеньевич)‏ هو لاعب كرة قدم روسي في مركز الدفاع، ولد في 27 أغسطس 1968. لعب مع شينيك ياروسلافل.